# Gemaal Parksluizen
Het Gemaal Parksluizen is een gemaal in Rotterdam, dat als boezemgemaal wordt gebruikt. Het gemaal werd in 1967 in opdracht van het Hoogheemraadschap van Delfland gebouwd en is ontworpen door Van der Grinten Ingenieursbureau D.H.V, architect Joost van der Grinten, in brutalistische stijl.
De capaciteit bedroeg bij oplevering 573 m³/min. Het boezemwater wordt vanuit de Coolhaven aangevoerd, waarna het middels een persleiding wordt geloosd op de Parkhaven.
Het gemaal, inclusief het slakkenhuis voor de centrifugaalpomp, is geheel vervaardigd uit beton. Aanvankelijk werd de pomp aangedreven door een dieselmotor. In 2007 is deze vervangen door een elektromotor. Tevens is de waaier van de pomp vervangen, waardoor de capaciteit is vergroot tot 1200 m³/min. Het gemaal is na de verbouwing op afstand te bedienen. In geval van stroomuitval schakelt een dieselmotor automatisch in.
Het gemaal staat langs de Parksluizen, aan de noordwestelijke kant. Het bestaat uit een cilindrisch deel met lichtkoepel, waaronder zich het eigenlijke gemaal bevindt, verbonden met twee rechthoekige dienstwoningen. Het is voorzien van een gevelreliëf met het wapen van Delfland, ontworpen door Nico Witteman. Sinds 19 januari 2021 is het een gemeentelijk monument.
(niet compleet)
Polder · Gemaal · Hoogheemraadschap Delfland